# Пимеенок, Валентина Михайловна

Могила супругов на Ивановском кладбище Екатеринбурга

Валентина Михайловна Пимеенок  (4 декабря 1922 — 7 октября 2014, Екатеринбург) — советская и российская актриса, солистка Свердловского государственного академического театра музыкальной комедии, заслуженная артистка РСФСР (1968).

## Биография
Отец работал на фабрике «Госзнак» в Ленинграде и после революции был переведён в Москву для организации филиала предприятия.
В 1941 году закончила военные курсы медсестёр, потом училась в Московском медицинском институте.
В 1948 году окончила драматическое отделение Московского театрального училища.
Работала сначала в Кемеровском, потом в Воронежском и Хабаровском (1956—1959) театрах музыкальной комедии.
С 1959 года — актриса Свердловского театра музкомедии, где прослужила 45 лет. Среди наиболее ярких ролей: Императрица («Дьявольский наездник» И. Кальмана), Титовна («Сто чертей и одна девушка» Т. Хренникова), миссис Пирс («Моя прекрасная леди» Ф. Лоу), Эвриклея («Пенелопа» А. Журбина) и многие другие.
Супруга заслуженного артиста РСФСР Алексея Сергеевича Закаткина.
Скончалась 7 октября 2014 года, похоронена рядом с мужем на Ивановском кладбище Екатеринбурга.

## Театральные работы
- Симония — «Купите пропуск в рай» Д. Модуньо
- Титовна — «Сто чертей и одна девушка» Т. Хренникова
- Мисс Файнигел — «Семь пощёчин» Д. Яноша
- Чипа — «Разбойники» Ж. Оффенбаха
- Боярыня Свиньина — «Табачный капитан» В. Щербачёва
- Бочкарёва — «Белая ночь» Т. Хренникова
- Миссис Пирс — «Моя прекрасная леди» Ф. Лоу
- Катя — «Дарю тебе любовь» В. Гроховского
- Нянька Эвриклея — «Пенелопа» А. Журбина
- Долорес — «Фраскита» Ф. Легара
- Матрёна — «Девичий переполох» Ю. Милютина
- Черепаха Тортилла — «Приключения Буратино»
- «Оливер!»
- «Ночь в Венеции»

## Роли в кино
- 1993 — «Макаров», эпизод
- 1988 — «За кем замужем певица?», эпизод
- 1985 — «Лиха беда начало», эпизод
- 1970 — «Званый вечер с итальянцами» (фильм-спектакль), мадам Баландар